# Carlyn Baldwin
Carlyn Baldwin (Reston, 17 de março de 1996) é uma futebolista estadunidense, que atua como centro-campista. Atualmente joga pelo Sport Lisboa e Benfica .